# Viva Cuba
Viva Cuba è un film del 2005 diretto da Juan Carlos Cremata Malberti e Iraida Malberti Cabrera.

## Trama
Malù e Jorgito sono due ragazzi che vivono a L'Avana, appartenenti a due classi sociali differenti.
Un giorno la madre di Malú decide di trasferirsi in un altro Stato per raggiungere il nuovo compagno, ma Malú non lo desidera, così insieme a Jorgito, decide di scappare via dalla città. Cercano di raggiungere l'isola ove è posizionato un faro in cui lavora il vero padre di Malú, eludendo le forze di polizia che si sono messe alla loro ricerca quando le madri hanno scoperto della scomparsa dei loro figli. Jorgito perde la mappa e quindi inizia a litigare con Malú, arrivando a insultarsi riguardo alle loro differenze sociali.
Dopo essersi riappacificati, raggiungono il faro dove li attende il padre di Malú, ma anche le loro madri che hanno raggiunto il posto ancor prima di loro. In quel momento tra i genitori scoppia una rissa e i ragazzi si allontanano e raggiungono gli scogli dell'isola.

## Distribuzione
- 13 settembre 2005 in Canada
- 27 ottobre in Grecia
- 28 ottobre in Francia
- 11 marzo 2006 negli Stati Uniti
- 13 marzo in Argentina
- 20 aprile in Russia
- 26 maggio in Spagna
- 7 febbraio 2007 in Belgio
- 16 marzo in Messico
- 29 giugno in Polonia
- 25 luglio 2008 in Venezuela